# Prieuré du Bois-d'Allonne
Le prieuré du Bois-d'Allonne, ou abbaye Notre-Dame du Bois-d'Allonne, est un monastère situé sur la commune d'Allonne, en France. Il s'agit actuellement d'une propriété privée.

## Localisation
Le monastère est situé dans le département français des Deux-Sèvres, sur la commune d'Allonne au lieu-dit L'Abbaye,.

## Historique
Fondé au XIIe siècle par Guillaume IV l'Archevêque, seigneur de Parthenay, lors des grandes réformes monastiques, ce monastère appartint à l'ordre des Grandmontains,.
L'ordre de Grandmont jouit ainsi du prieuré grâce à Richard Cœur de Lion, qui l'assure dans une charte de 1195.
Vers la fin du XVIe siècle, le prieuré subit les troubles et les dilapidations dus aux Guerres de Religion.
Au XVIIe siècle notamment, l'abbaye possédait plusieurs champs et une partie des borderies locales reconnaissaient une rente envers le prieuré.
En 1769, les mesures conventuelles furent éteintes et les revenus du prieuré appliqués au séminaire de Saint-Charles de Poitiers.
Le 29 septembre 1987, l'église et les bâtiments abbatiaux, ainsi que certaines parcelles de sols pouvant recéler des vestiges archéologiques, sont inscrites au titre des monuments historiques.

## Description[1]
Construite au XIIe siècle, l'abbaye a subi une deuxième campagne de construction au cours du XVIIe siècle, notamment à la suite des Guerres de Religion.
L'organisation générale de l'édifice dessine une forme en L accolée à la salle capitulaire, suivant un plan rectangulaire. L'abbaye possède un porche d'entrée, aménagé dans l'angle des bâtiments abbatiaux. 
Recouverte d'une voûte d'ogive à grosses nervures toriques, la salle capitulaire donnait sur le cloître par une porte en plein cintre comprise entre deux groupes de baies géminées séparées, en leur centre, par une rangée de trois colonnettes. Celle-ci est suivie du réfectoire voûté en berceau brisé.
Au-dessus de la salle capitulaire se trouve le dortoir des moines, longé par une galerie.
Les chapelles grandmontaines comportent une nef sans transept ni collatéraux. Aucune fenêtre latérale n'éclaire celle-ci. Le chœur de cette chapelle est de facture gothique, en hémicycle à l'intérieur et à cinq pans à l'extérieur. Sept arcs en plein cintre, portés par huit colonnettes avec chapiteaux à décor de feuille d'eau, reçoivent la poussée des voûtains. La chapelle s'ouvre par une porte de type limousin, comportant trois voussures en chanfrein dans les retraits desquelles sont logés deux tores. La porte sud des moines, qui conduit au cloître, est plus petite, et possède deux voussures.